# 亞克提恩象兜蟲
亞克提恩象兜蟲，是金龜科象兜蟲屬的一種。

## 外觀
體色黑色無光澤。胸角粗狀，向前長出，且兩角平行。體型壯碩，是最重的兜蟲。雄蟲體長50~135mm，雌蟲體長50~80mm。

## 分布
分布於南美洲北部，包括巴西、蘇利南和法屬圭亞那。

## 外部連結
- Insecta Culture